# Cyrkuł brodzki
Cyrkuł brodzki (niem. Broder Kreis) – jednostka administracyjna Cesarstwa Austrii w Królestwie Galicji i Lodomerii w latach 1782–1789.

## Historia

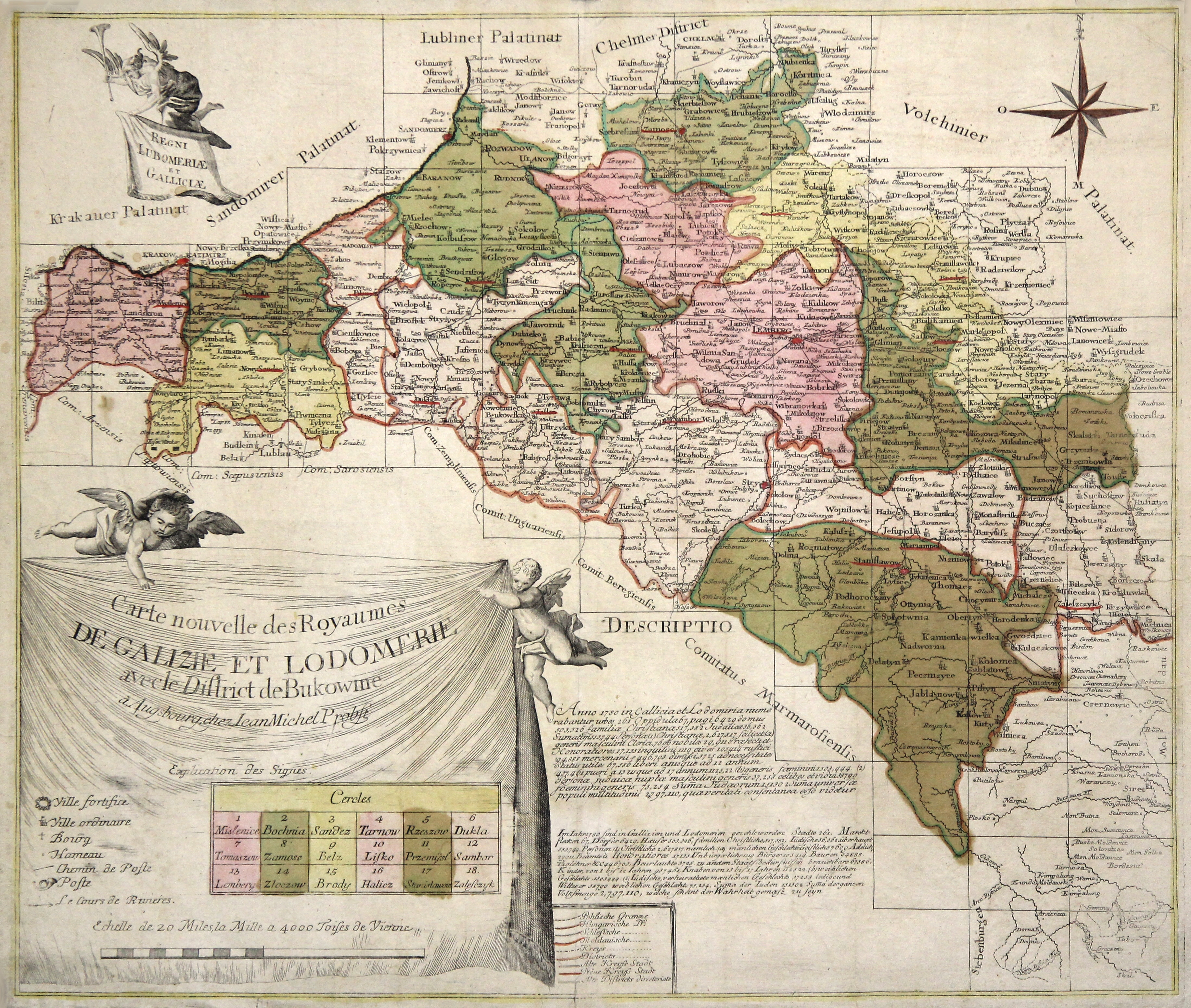
Projekt nowego podziału Galicji na cyrkuły (1780)

Cyrkuł brodzki z siedzibą w Brodach utworzono w 1782 roku na ziemiach polskich zagarniętych przez Austrię podczas I rozbioru w ramach reformy administracyjnej w Galicji.
Już 2 września 1780 kancelaria nadworna wydała dekret, w którym poinformowała gubernatora o nowych decyzjach w sprawie organizacji administracyjnej. Cesarzowa Maria Teresa Habsburg już od dłuższego czasu planowała wprowadzenie reform mających na celu dostosowanie ustroju Galicji do zasad obowiązujących w niemieckich krajach dziedzicznych. Właśnie zapadła kluczowa decyzja o przekształceniu dotychczasowych dystryktów w cyrkuły. W związku z tym polecono rozpoczęcie prac nad opracowaniem planu reorganizacji. Jednocześnie określono główne wytyczne, które miały stanowić podstawę przy tworzeniu tego planu. Szczególny nacisk położono na to, aby siedziby władz cyrkułów znajdowały się możliwie jak najbliżej ich centrum. Choć zalecano, aby obszary poszczególnych cyrkułów były w miarę równe pod względem powierzchni, nie należało traktować tej zasady zbyt rygorystycznie – w przypadku istnienia ważnych powodów możliwe były odstępstwa od równomiernego podziału. Zwrócono również uwagę, że nie powinno się bez wyraźnej potrzeby zmieniać lokalizacji siedzib władz, ponieważ wiązałoby się to z licznymi trudnościami – między innymi z koniecznością przeniesienia archiwów, które przez osiem lat znacznie się rozrosły. Na zakończenie podkreślono wagę odpowiedniego doboru kadry kierowniczej do obsadzenia nowych stanowisk.
Zgodnie z przyjętymi wytycznymi opracowano memoriał z 1 grudnia 1780, w którym przedstawiono projekt nowego podziału administracyjnego Galicji na 18 mniejszych cyrkułów na bazie dotychczasowych osiemnastu dystryktów. Jednym z nich był cyrkuł brodzki, który powstał w oparciu o dotychczasowy dystrykt Brody (1775–1782), należący do cyrkułu lwowskiego (1773–1782).

### Zmiana granic
Początkowo cyrkuł brodzki obejmował obszerne południowo-wschodnie pasmo z m.in. Tarnopolem, Ihrowicą, Zbarażem, Zarudziem i Medyniem, natomiast nie obejmował rejonu Złoczowa, Buska i Glinian, które należały do cyrkułu złoczowskiego (jego pierwszej odsłony). Jednak już kolejny rok przyniósł znaczne zmiany. W patencie z 25 listopada 1783 zaznaczono, że praktyka urzędowania i wygodniejsze położenie skłoniły rząd do zmian niektórych siedzib urzędów cyrkularnych. Siedzibę cyrkułu złoczowskiego (jego pierwszej odsłony) przeniesiono ze Złoczowa do Brzeżan przez co powstał cyrkuł brzeżański, a północne części cyrkułu z m.in. Złoczowem, Buskiem i Glinianami przeniesiono do cyrkułu brodzkiego. Do cyrkułu brodzkiego włączono także wschodnie połacie znoszonego  cyrkułu sokalskiego (z Chołojowem, Radziechowem, Sokołówką, Stojanowem, Toporowem i Witkowem) oraz wschodni fragment cyrkułu lwowskiego (w okolicach Kamionki i Dobrotworu). Natomiast w południowo-wschodniej części cyrkułu brodzkiego utworzono nowy cyrkuł tarnopolski z siedzibą w Tarnopolu, do którgo przyłączono także wschodnią część dotychczasowego cyrkułu złoczowskiego (odtąd brzeżańskiego) z m.in. Trembowlą, Mikulińcami, Skałatem i Grzymałowem oraz północną część cyrkułu zaleszczyckiego (z m.in. Budzanowem, Suchostawem, Chorostkowem, Kopyczyńcami i Husiatynem). Wreszcie najdalej na południe wysuniętą część cyrkułu brodziego w rejonie Kozłowa włączono do nowego cyrkułu brzeżańskiego.
W takich granicach cyrkuł brodzki przetrwał do 1789 roku, kiedy to siedzibę przeniesiono z Brodów do Złoczowa, a cyrkuł brodzki przekształcono w cyrkuł złoczowski (druga odsłona) i jako taki występuje już na mapie Liechtensterna z 1790 roku.
Na uwagę zasługuje fakt, że określenie cyrkuł złoczowski nie jest historycznie jednoznaczne, jako że odnosiło się do dwóch różnych jednostek administracyjnych: a) wczesnej formy cyrkułu brzeżańskiego (1782–1783) oraz b) późniejszej formy cyrkułu brodzkiego (1789–1865), a co było możliwe przez zmianę przynależności cyrkularnej Złoczowa oraz dwie zmiany nazw cyrkułów.